# Fitness Park
 (janvier 2022).
Fitness Park est une chaîne française de clubs de fitness et de remise en forme.

## Histoire
L'enseigne Fitness Park est créée en 2009, elle appartient alors au Groupe Moving, créé en 1989[réf. souhaitée]. 
En 2015, son président actuel, Philippe Herbette, rachète le Groupe Moving. Une quarantaine de salles Fitness Park existent en France au moment du rachat.
En 2019, le Group Moving adopte le nom de son enseigne principale, Fitness Park, et devient le Fitness Park Group[réf. souhaitée]. 
En janvier 2025, Fitness Park possède 340 clubs dans le monde.

## Fréquentation
En décembre 2023, Fitness Park compte 270 salles en Europe (dont 240 en France) et un million d'adhérents,.
En février 2023, 70 % des clients ont moins de 30 ans.

## Modèle économique
Fitness Park propose des abonnements pour accéder à ses salles de sport et suggère à ses membres de souscrire à des services supplémentaires en option. Le modèle économique repose également sur les abonnements facturés toutes les quatre semaines et non tous les mois.
Pour ses salles, Fitness Park utilise le modèle de franchise avec une redevance à 6 % du chiffre d'affaires réalisés. En octobre 2023, le groupe Fitness Park possédait 70 salles en propre.
En 2023, Fitness Park réalise un chiffre d'affaires de 300 millions d'euros.